# Beleg van Oudewater (1575)

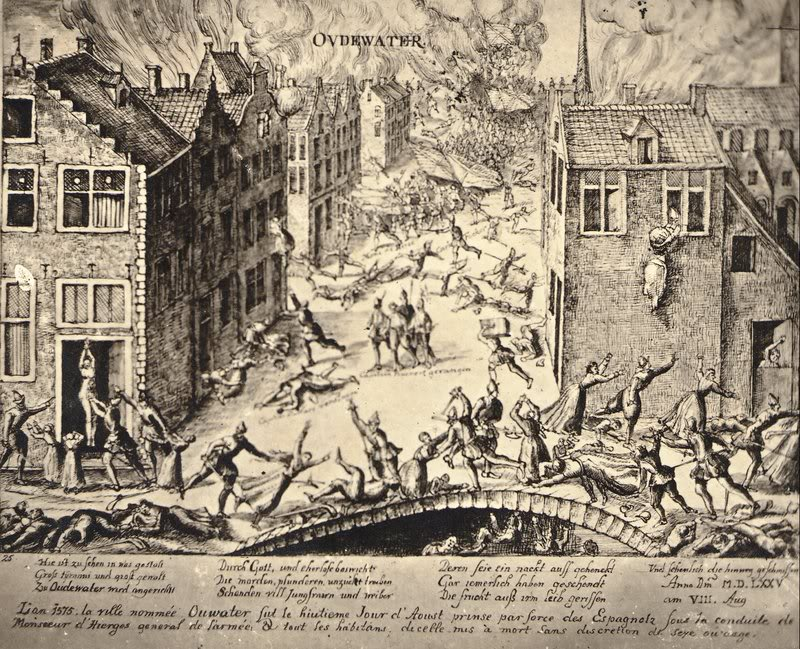
De Oudewaterse moord.

Het Beleg van Oudewater vond plaats tussen 19 juli en eindigde in een bloedbad op 7 augustus 1575, tijdens de Tachtigjarige Oorlog. Deze gebeurtenis wordt ook wel het Bloedbad van Oudewater of Oudewaterse moord genoemd.

## Achtergrond
In de stad Oudewater werd in 1568 een garnizoen van het reguliere Spaans-Nederlandse leger gevestigd. Adriaen van Swieten trok op 19 juni 1572 met twee boerenwagens met circa 50 geuzen en 1 ruiter de stad binnen. De poort werd van binnen geopend, echter één poortwachter was gewond geraakt aan zijn hoofd die dat had proberen te beletten. Op weg naar de markt voegden zich nog 50 burgers bij de groep. Van Swieten hield een tirade bij de vroedschap tegen de koning en eiste dat regenten en schutterij een eed van trouw zouden afleggen aan het gezag van de prins. Na enkele dagen bedenktijd waren zij hiertoe bereid onder voorwaarden dat de oude stedelijke privileges bewaard zouden blijven. Tevens mochten mensen niet om hun geloof lastiggevallen worden.
De raad van de stad nam dezelfde week nog deel aan de Eerste Vrije Statenvergadering in Dordrecht, en erkende Willem van Oranje als hun stadhouder.

## Beleg
Begin mei 1575 begaf de nieuw aangewezen Spaansgezinde stadhouder Gilles van Berlaymont, heer van Hierges, zich naar een kampplaats ter hoogte van Beverwijk. Omdat diverse landgedeeltes onder water waren gezet trok hij zich terug naar Utrecht. Daar kreeg hij na het vastlopen van de Onderhandelingen van Breda van Don Luis de Requesens het bevel over een aantal Waalse en Spaanse garnizoenen die uit totaal 11.000 manschappen bestonden. Eind juni werd het stadje Buren ingenomen. Dit leger marcheerde vervolgens naar Oudewater.
Willem van Oranje had vernomen dat het Leger van Vlaanderen zich op het zuidelijke kwartier zou richten en stuurde brieven naar Oudewater om de landerijen rond de stad onder water te laten zetten en vrouwen en kinderen naar Gouda te evacueren. Veel boeren die hennep verbouwden ten bate van de lokale Touwindustrie protesteerden hiertegen: dit zou hun kostbare oogst verloren doen gaan. Op 19 juli bereikte het leger van Berlaymont de stad.
Het beleg duurde een week voort en bestond uit kleine beschietingen over en weer. Op 6 augustus had het leger tientallen kanonnen gestationeerd.
Hans Munter kreeg na een loting de leiding over de stad. Na enkele dagen was er geen geld om de huurlingen te betalen waardoor men noodgeld ging slaan om de soldij uit te betalen. Enkele burgers hielden op de wallen een spotprocessie met beelden en goederen die uit de kerk waren gehaald waarmee zij de woede van de Katholieke aanvallers aanwakkerden. Het lukte Willem van Oranje (die in Gouda verbleef) niet om een ontzettingsleger bijeen te brengen.
Hierges beloofde de verdedigers een vrije aftocht met achterlating van geschut. Vanuit de stad werd uitstel (men hield tevergeefs rekening met een ontzet vanuit Gouda) gevraagd van drie dagen, maar Hierges bood twee uren. Na die verstreken termijn begon het bresschieten. Een boer had aan Hierges verraden waar zich een zwakke plek in de stadsmuur bevond. In de nacht van 6 op 7 augustus wisten stedelingen de bres nog te stutten, maar de volgende ochtend wist het leger na een korte beschieting alsnog de stad binnen te dringen. In dezelfde nacht werd een mijn in de bres geplaatst. Toen om 12 uur de bestorming begon verdedigden schutterij, huurlingen, burgers, vrouwen en kinderen de stad. Alle inwoners inclusief de vrouwen en kinderen, vochten voor hun leven. Ze goten brandende pek over de belegeraars, en smeten met stenen en brandende hoepels. Toen ze zich moesten terugtrekken werd de mijn tot ontploffing gebracht. Hierbij vielen talrijke doden onder de Spaanse huurlingen, maar het vergrootte de bres eveneens zodat er nog meer soldaten door de bres konden. Gevoed door de wraak over hun verloren kameraden, de bespotting van hun geloof en het gebrek aan soldij begonnen de Spaanse huurlingen een bloedige strooptocht.
Van elke soldaat of burger die door de Spanjaarden werd aangehouden, werd - zoals Requesens aangaf - "de kop afgesneden". Mannen, vrouwen en kinderen werden omgebracht. Sommige burgers staken hun eigen huizen in brand om het plunderen tegen te gaan. Hierdoor (en door het springen van de mijn) werd een groot deel van de middeleeuwse bebouwing in puin gelegd.
Het aantal slachtoffers van de Oudewaterse Moord is onbekend. Schattingen geven een indicatie van meer dan de helft van de bevolking. In 1615 bevonden zich er nog meer dan 300 overlevenden in Oudewater.

## Nasleep
De herbouw en herbevolking van de stad heeft nog jaren geduurd. Na de moord werd Oudewater volgens het oude stratenpatroon maar met de rijkdom van de Gouden Eeuw herbouwd. Veel van de historische panden in de binnenstad dateren uit deze periode.
Nog elk jaar worden het beleg en de moord op Oudewater herdacht op de eerste zondag na 7 augustus. Na het luiden van de klok van het stadhuis wordt een toelichting gegeven op het gelijknamige schilderij dat Dirck Stoop maakte van de Oudewaterse moord. Dit is de oudste nog bestaande herdenkingsceremonie van Nederland.
Na de inname van de stad trok het leger van Berlaymont naar Schoonhoven en nam die stad, na een beleg tussen 12 en 23 augustus, in.